# Barry Mills

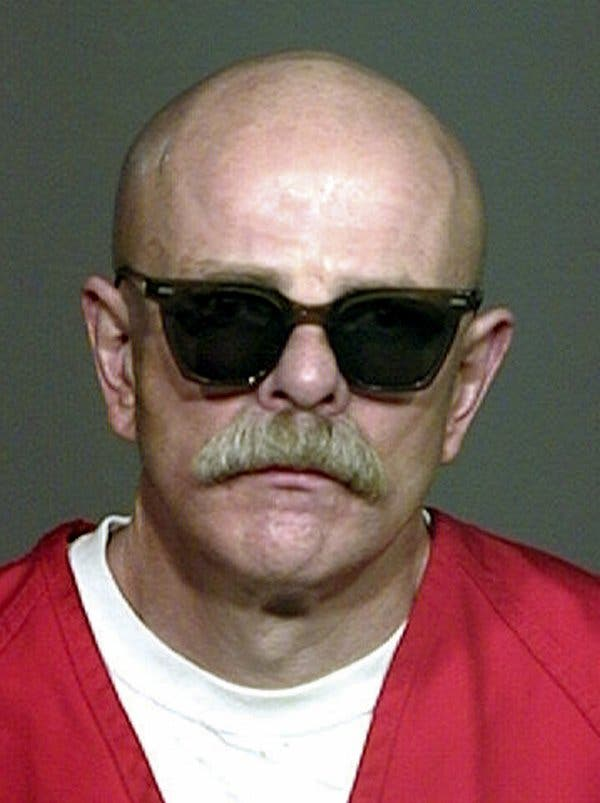
Barry Mills

Barry Byron Mills (* 7. Juli 1948 in Windsor, Kalifornien; † 8. Juli 2018 in Florence, Colorado, auch bekannt als The Baron) war ein Anführer der kriminellen Gefangenengang Aryan Brotherhood (deutsch: Arische Bruderschaft, auch AB oder The Brand).
Mills hatte bereits 1979 einen Mitgefangenen getötet, weil dieser die Aryan Brotherhood beim Drogenhandel hintergangen hatte. Er wurde hierfür zu einer zweifach lebenslangen Freiheitsstrafe verurteilt. Mills gründete schließlich die drei Personen umfassende Gruppe, die sogenannte “Federal Commission”, die die USA-weiten Aktivitäten der Aryan Brotherhood koordinierte und innerhalb der Brotherhood Aufträge zur Ermordung anderer Gefangener erteilte.
Im März 2006 wurde Mills mit drei anderen Führern der Aryan Brotherhood, unter anderem Tyler Bingham, für Verbrechen wie Mord in 32 Fällen, Verschwörung und Drogenhandel angeklagt. Dieser Prozess war das Ergebnis einer sechs Jahre dauernden und 2002 abgeschlossenen Ermittlung des FBI und Auftakt einer der größten Prozessserien wegen Kapitalverbrechen, die die Bundesbehörden je geführt haben. Sie richtete sich gegen 40 Mitglieder der AB, darunter waren mindestens 16 Angeklagte von der Todesstrafe bedroht. Ziel der Untersuchungen und der Prozesse war die Zerschlagung der Brotherhood. Bei diesem Prozess wurde, wie bei anderen kriminellen Organisationen in den USA, der Racketeer Influenced and Corrupt Organizations Act (RICO Act) angewandt.
Nachdem sich die Jury nicht auf eine angemessene Strafe einigen konnte, wurde Mills nicht zum Tode verurteilt, sondern verbüßte eine lebenslange Haftstrafe im Bundesgefängnis ADX Florence in Florence, Colorado, USA.

## Dokumentationen
- 2013: Gangster – Ohne Skrupel und Moral; Staffel 2, Folge 7: Barry Byron Mills / OT: The Baron of Brotherhood: Barry Mills